# Glaciar Morteratsch
O glaciar Morteratsch (em romanche: Vadret da Morteratsch) é o glaciar com maior área do maciço de Bernina nos Alpes Bündner na Suíça. 
É após o Glaciar Pasterze e Gepatschferner, a terceiro maior e em volume (1,2 km3) a geleira mais maciça nos alpes orientais. O Glaciar Morteratsch é um glaciar típico de vale com uma frente de gelo pronunciada. A zona de acumulação situa-se entre os picos de Piz Morteratsch, Piz Bernina, Crast 'Agüzza, Piz Argient, Piz Zupò e Bellavista. De Piz Argient à frente de gelo no Val Morteratsch, sua extensão horizontal é inferior a ~ 6 km (3,7 mi), com uma diferença de altitude de até 2 000 m (6 600 pés). 
Juntamente com o Glaciar Pers, originário de Piz Palü, que se junta ao Morteratsch logo abaixo da formação rochosa Isla Persa ("Ilha Perdida"), em 1973 ele cobria uma área de cerca de 16 km 2 (6,2 MI quadrado). O volume do gelo é estimado em cerca de 1,2 km3. A geleira Morteratsch drena para o Ova da Morteratsch, que eventualmente flui para o Inn e, portanto, via Danúbio para o Mar Negro. 
Na primavera, dependendo das condições da neve, uma pista de esqui de 10 km acessível a esquiadores experientes é marcada na geleira. Ele vai do terminal do bonde aéreo Diavolezza à pousada Morteratsch e tem uma diferença de altitude de 1 100 m (3 600 pés). A estação ferroviária de Morteratsch costumava estar situada diretamente na frente de gelo da geleira. A frente de gelo recuou mais de 2 800 m (9 200 pés) nesse meio tempo (em 2016) e não pode mais ser vista da estação. 
Medições de mudança de comprimento anual foram registradas desde 1878. Para o período de 1998, o recuo geral foi de mais de 1,8 km (1,1 mi) com uma taxa média de recuo anual de aproximadamente 17,2 m (56 pés) por ano. Esta média de longo prazo aumentou acentuadamente nos últimos anos, diminuindo 30 m (98 pés) por ano de 1999–2005. Um retiro substancial também estava em andamento em 2006. Durante os últimos dez anos, perdeu mais 1 quilômetro (0,62 mi). 
Durante o tempo em que as medições foram feitas, a geleira avançou alguns metros em apenas quatro anos. Uma vez que as grandes geleiras reagem lentamente às mudanças climáticas de curto prazo, esses avanços não podem ser explicados pelo aumento da precipitação na zona de acumulação no inverno anterior. {Cn} Nas altas morenas à esquerda e à direita da frente de gelo, que são ainda quase sem crescimento excessivo, as enormes quantidades de gelo que ainda estavam sendo empurradas aqui no final da "Pequena Idade do Gelo" em meados do século XIX podem ser vistas.